# Magnus Plessen
Magnus Leopold Andreas Peter Baron von Plessen  (* 1967 in Hamburg) ist ein deutscher Künstler, der in Berlin lebt und arbeitet.

## Leben
Magnus Plessen entstammt dem Haus Nehmten der dänisch-holsteinischen Linie Plessen-Cronstern des Adelsgeschlechts derer von Plessen.
Er arbeitete als Fotograf und Kameramann, seit den 2000er Jahren als Maler. Seit 2014 arbeitet er an der Serie 1914, die sich mit Glück und Vergänglichkeit auf Grundlage der Kriegsversehrten des Ersten Weltkriegs beschäftigt. Ausgangspunkt ist dabei das Buch Krieg dem Kriege des deutschen Pazifisten Ernst Friedrich von 1924. Seit April 2019 leitet der Künstler eine Klasse an der Kunstakademie Karlsruhe.

## Formensprache
Plessens Arbeiten „oszillieren zwischen Figuration und Abstraktion und zeichnen sich durch eine ganz eigene Formensprache aus“. Seine Gemälde vereinen frei schwebende Körperfragmente wie Köpfe, Arme, Beine und Hände mit Objekten des Alltags. Die frühen Bilder aus der 1914-Serie versuchten, traditionelle Formen der Repräsentation zu unterlaufen; die neuen Arbeiten „spitzen in der Auflösung der Figur-Grund-Beziehung diesen Ansatz weiter zu“. „Der Malgrund und die auf ihm erscheinenden Formen fallen radikal in eins - gedoppelte Gesichter, Gliedmaßen, Gegenstände des Alltags finden keinen eigens ausgewiesenen und räumlich definierten Ort auf den Bildflächen, sondern erscheinen vielmehr als seien sie wie Intarsien in den Bildträger eingelegt“.

## Einzelausstellungen (Auswahl)
- 2014 The Rose Art Museum, Boston, USA
- 2012 Nacional Centro de Arte Reina Sofía, Madrid, Spanien
- 2012 Museum of Contemporary Art, Denver, CO, USA
- 2004 Centre Pompidou, Paris, Frankreich
- 2002 K21 Kunstsammlung Nordrhein-Westfalen, Düsseldorf, Deutschland
- 2002 PS1, New York, USA
- 2001 Neues Kunstmuseum Luzern, Schweiz

## Monografien
- Grosenick, Uta und Marzona, Daniel (Hrsg.): Magnus Plessen, Die Augen in der Hand. DuMont Buchverlag, 2009[6]
- Siegel, Katy: Magnus Plessen: Riding the Image. White Cube, London[7]